# Fapados szerelem
A Fapados szerelem Máriássy Félix által rendezett, 1960-ban bemutatott fekete-fehér magyar film, amelynek forgatókönyvét Máriássy Judit írta.

## Történet
Veronika, a fiatal tanárnő a zsúfolt villamoson megismerkedik Imrével, az ifjú esztergályossal. Kiderül, hogy a lány a férfi nyolcadikos húgának osztályfőnöke, Imre egyszerre nagy érdeklődést tanúsít a gyerek tanulmányi előmenetele iránt. Rámenőssége megzavarja a szolid lányt, aki visszautasítja udvarlását. Vera anyjának nagy tervei vannak vele; újsághirdetéssel próbál jó partit találni neki. Egy meggondolatlan újságcikkben a tanárnőt teszik felelőssé egyik nebulója öngyilkosságáért. Mindenki elfordul tőle, Imre az egyetlen, aki tétovázás nélkül a védelmére kel. Végül a Népszabadság cikke tesz igazságot, akkor mindenki újra körülrajongja Verát, s a szerelmesek egybekelnek.

## Stáblista

### Szereplők
- Krencsey Marianne ... Szöllőssy Veronika
- Zenthe Ferenc ... Kostál Imre
- Beszterczei Pál
- Bodrogi Gyula ...	Körös újságíró (NSZ)
- Böröndi Kati ... Józsa
- Dajbukát Ilona
- Endrődy Marietta
- Fónay Márta ... Bartuczné
- György László ... Jobbágy apuka
- Horkai János
- KautzkyJózsef
- Kelemen Éva
- Keresztessy Mária
- Koletár Kálmán
- Kovács Margit
- Kállai Ferenc ... Dr. Gerlőtey Endre
- Kállay Ilona
- Létay Klári
- Majczen Mária
- Makláry János ... cipész
- Márkus László ... Márton igazgató
- Mezey Mária ... Majzikné
- Müller Anikó
- Orbán Viola
- Orsolya Erzsi
- Pethes Sándor ...	Paál István újságíró
- Péchy Blanka
- Rozsos István
- Sallay Kornélia
- Schreiber Zsuzsa
- Siménfalvy Sándor
- Sívó Mária ... Bereginé
- Somogyi Erzsi ...	Szöllőssyné
- Soós Edit
- Székely Márta
- Szilágyi István ... újságíró
- Szilvássy Annamária
- Titkos Ilona
- Tordy Géza ... Bartucz Pityu
- Vándor József ... Bartucz
- Váradi Hédi ... Nóra
- Zách János ... orvos
- Zakariás Klára ... Majzik Erika
- Zsolnai Judit

### További munkatársak
- Látványtervező: Vajó András
- Berendező: Schartner Zsuzsa
- Rendezőasszisztensek: Banovich Tamás és Lestár János
- Világítás: Paksi István
- Kellékes: Heltai Kornél
- Vágóasszisztens: Sinkovits Károlyné
- Helyszíni igazgatók: Pásztor József és Áldor György